# Riley Creek (Nenana River)
Der Riley Creek ist ein 38 km langer linker Nebenfluss des Nenana River im US-Bundesstaat Alaska. 

## Flusslauf
Der Riley Creek entspringt auf einer Höhe von etwa 1400 m in einem nördlichen Höhenkamm der Alaskakette, 22 km nordwestlich von Cantwell. Er durchfließt das Bergland, anfangs in ostnordöstlicher Richtung, später in nördlicher Richtung. 1,6 km oberhalb der Mündung überquert die Alaska Railroad (⊙) den Fluss. Direkt oberhalb der Mündung kreuzt der George Parks Highway (Alaska Route 3) den Riley Creek. Nördlich der Mündung zweigt die Zugangsstraße zum Denali-Nationalpark vom Highway ab. Dort befindet sich auch ein Flugplatz, der Riley Creek Campground sowie mehrere Hotelanlagen. 17 km weiter nördlich befindet sich die Ortschaft Healy.

## Einzugsgebiet
Das 325 km² große Einzugsgebiet des Riley Creek befindet sich in der Denali Wilderness, ein Naturschutzgebiet, das zum Denali-Nationalpark gehört. Es wird im Süden vom Hauptkamm der Alaskakette begrenzt. Im Osten und im Süden grenzt das Einzugsgebiet an das des oberstrom gelegenen Nenana River, im Westen und im Nordwesten an die Einzugsgebiete von Sanctuary River und Savage River sowie im Norden an das des Dry Creek.

## Namensgebung
Der lokale Name des Flusses wurde von Woodbury Abbey vom U.S. Army Corps of Engineers in seinen Aufzeichnungen festgehalten, die er im Rahmen der Vermessung des Mount McKinley National Parks 1921 anfertigte.